# Nigramma firmamentum
Nigramma firmamentum är en fjärilsart som beskrevs av Emilio Berio 1973. Nigramma firmamentum ingår i släktet Nigramma och familjen nattflyn. Inga underarter finns listade i Catalogue of Life.